# Saint-Ours (Puy-de-Dôme)
 Saint-Ours  es una población y comuna francesa, situada en la región de Auvernia, departamento de Puy-de-Dôme, en el distrito de Riom y cantón de Pontgibaud.

## Demografía
| 1043 | 1011 | 983 | 1053 | 1230 | 1370 |
| Para los censos de 1962 a 1999 la población legal corresponde a la población sin duplicidades (Fuente: INSEE [Consultar]) |      |     |      |      |      |